# Carlos Andrés García
Carlos Andrés García Cuña (Montevideo, 6 novembre 1979) è un ex calciatore uruguaiano, di ruolo difensore.

## Carriera

### Club
Dopo aver giocato in patria con il Liverpool Montevideo fra prima e seconda serie, si trasferisce in Italia, al Venezia, in Serie B. Torna poi in Uruguay e gioca in massima serie con ancora Liverpool Montevideo e Peñarol, passando poi al Vecindario nella seconda serie spagnola.
Dopo una breve parentesi ancora al Liverpool Montevideo, gioca alcuni anni nella massima serie cipriota, quindi passa al Racing Montevideo e nel 2013 si trasferisce al Guangdong Sunray Cave, nella seconda serie cinese.

### Nazionale
Nel 2005 ha giocato la sua unica partita con la Nazionale uruguaiana.

## Statistiche

### Cronologia presenze e reti in nazionale
| Cronologia completa delle presenze e delle reti in nazionale ― Uruguay | Cronologia completa delle presenze e delle reti in nazionale ― Uruguay | Cronologia completa delle presenze e delle reti in nazionale ― Uruguay | Cronologia completa delle presenze e delle reti in nazionale ― Uruguay | Cronologia completa delle presenze e delle reti in nazionale ― Uruguay | Cronologia completa delle presenze e delle reti in nazionale ― Uruguay | Cronologia completa delle presenze e delle reti in nazionale ― Uruguay | Cronologia completa delle presenze e delle reti in nazionale ― Uruguay |
| Data                                                                   | Città                                                                  | In casa                                                                | Risultato                                                              | Ospiti                                                                 | Competizione                                                           | Reti                                                                   | Note                                                                   |
| ---------------------------------------------------------------------- | ---------------------------------------------------------------------- | ---------------------------------------------------------------------- | ---------------------------------------------------------------------- | ---------------------------------------------------------------------- | ---------------------------------------------------------------------- | ---------------------------------------------------------------------- | ---------------------------------------------------------------------- |
| 26-10-2005                                                             | Guadalajara                                                            | Messico                                                                | 3 – 1                                                                  | Uruguay                                                                | Amichevole                                                             | -                                                                      | 45’                                                                    |
| Totale                                                                 |                                                                        | Presenze                                                               | 1                                                                      |                                                                        | Reti                                                                   | 0                                                                      |                                                                        |